# Ġebel Ċantar
Ġebel Ċantar – wzgórze na Malcie, w gminie Siġġiewi o wysokości 220 m n.p.m.